# Usine Stellantis de Charleville
L'usine Stellantis de Charleville est un site industriel du groupe Stellantis situé sur le territoire de la commune française de Villers-Semeuse, à proximité immédiate de Charleville-Mézières, dans le département des Ardennes.
Créée en 1974 au pied du massif des Ardennes, la Fonderie de Charleville-Mézières, premier employeur privé de la région Champagne-Ardenne, réalise les pièces brutes, en fonte à graphite sphéroïdal et en alliages d'aluminium (pièces de groupes motopropulseurs et de liaisons au sol) destinées aux unités d'usinage ou d'assemblage du groupe Stellantis et des sites partenaires

## Historique

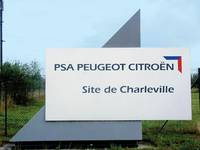
PSA Charleville

- 1971 : Arrivée de Citroën dans les Ardennes.
- 1972 : Chantier de la future usine officiellement ouvert.
- 1973 : Ouverture de l’usine et première coulée d’un prototype de culasse en fonte GS.
- 1974 : Entrée en activité de la fonderie aluminium et la fonderie fonte grise.
- 1977 : « Le Fondeur », une sculpture d’Alain Pellerier et Didier Grégoire réalisée à partir de pièces automobiles devient l’emblème du site de Charleville.
- 1978 : Démarrage de l’activité fonte à graphite sphéroïdal.
- 1986 : Le site de Charleville est la première fonderie d’Europe à fabriquer des pièces selon un nouveau procédé qui utilise un modèle en polystyrène détruit au moment de la coulée, le Procédé à Modèle Perdu (PMP).
- 1990 : Démarrage de l'activité de l’atelier vilebrequin.
- 1991 : Installation de la CFAO (Conception et Fabrication Assistée par Ordinateur)
- 1998 : Lancement de la ligne Support Moteur Nouvelle Génération (SMNG)
- 1999 : Démarrage de la « ligne 1000 ». Elle a pour mission de fabriquer les culasses HDI.
- 2000 : Démarrage de l'activité de l’atelier liaisons au sol en aluminium.
- 2002 : La fonderie est certifiée ISO 14001.
- 2003 : Inauguration de la station d’épuration.
- 2004 : Démarrage de la régénération des sables de noyautage.
- 2004 : Démarrage des liaisons au sol de la Peugeot 407 et arrêt de l'activité vilebrequin.
- 2006 : Démarrage de la production des culasses PMP dans les anciens ateliers vilebrequin.
- 2009 : Premières culasses Euro 5 en série et reprise de l'activité vilebrequin.

En 2018, PSA annonce un investissement de 14 millions d'euros à la fonderie. Le nombre des installations en exploitation doit passer de 51 à 70 pour installer outillages et procédés pour de nouvelles pièces fabriquées : pivots en fonte, culasses produites respectant les nouvelles normes environnementales moteurs euro 6.2.

## Fabrication
Le site PSA Peugeot Citroën de Charleville-Mézières est aujourd’hui le plus important employeur de la région Champagne-Ardenne avec plus de 2000 collaborateurs. C’est aussi la plus importante fonderie automobile européenne.
La fonderie PSA Peugeot Citroën de Charleville a la particularité de fabriquer des pièces de fonderie dans deux matériaux différents :
- La fonte à graphite sphéroïdal (ou encore fonte GS) pour produire des pièces de liaisons au sol, des collecteurs d’échappement, vilebrequins et des boîtiers de différentiel[2].
- Les alliages d’aluminium, avec lesquels sont fabriquées des pièces de liaisons au sol et des culasses.

## Environnement
Certifié ISO 14001 depuis 2002, le site de Charleville-Mézières met tout en œuvre pour diminuer son empreinte écologique. 
Cette implication au quotidien est formalisée par la politique environnementale du site.